# Charles Sowa
Charles Sowa (ur. 17 kwietnia 1933 w Schifflange, zm. 7 lipca 2013 tamże) – luksemburski lekkoatleta, chodziarz.

## Kariera sportowa
Czterokrotny olimpijczyk: w 1960 zajął 18. miejsce na 20 kilometrów z czasem 1:42:43,8 i 21. na 50 km z czasem 4:57:00,4, w 1964 był 16. na 20 km z czasem 1:36:16 i 9. na 50 km z czasem 4:20:37,2, w 1968 zajął 19. miejsce na 20 km z czasem 1:40:17 i 16. na 50 km z czasem 4:44:45,2, a w 1972 był 18. na 20 km z czasem 1:36:23,8 i 10. na 50 km z czasem 4:14:21,2. Podczas dwóch ostatnich edycji był chorążym luksemburskiej kadry.
Dziesięciokrotny mistrz Luksemburga w chodzie na 20 km (1960–1962, 1964, 1967, 1968, 1970–1972, 1974).
Czterokrotny sportowiec roku w Luksemburgu (1964, 1967, 1971, 1972).

## Kariera trenerska i późniejsze losy
Po zakończeniu kariery został trenerem; prowadził m.in. Luciana Fabra podczas jego występów na igrzyskach olimpijskich w 1976 i 1980. W latach 1983–1999 był szkoleniowcem holenderskiej kadry chodziarzy. W latach 1990–1994 był prezesem CA Fola Esch. Zmarł 7 lipca 2013.

## Życie prywatne
Jego syn Marco również był chodziarzem i wystartował na igrzyskach olimpijskich w 1988.